# Розоволицый земляной голубь
Розоволицый земляной голубь (лат. Zentrygon frenata) — вид птиц из семейства голубиных. Выделяют четыре подвида. Ранее вид включали в род Geotrygon.

## Распространение
Аргентина, Боливия, Колумбия, Эквадор, Перу. Обитают в субтропических и тропических горных лесах.

## Описание
Длина 28—32 см, вес 305 г, что делает птицу одним из крупнейших голубей Южной Америки.
Ищут пищу на земле.
МСОП присвоил виду охранный статус LC.